# Nelešovice
Nelešovice (en allemand : Neleschowitz) est une commune du district de Přerov, dans la région d'Olomouc, en République tchèque. Sa population s'élevait à 195 habitants en 2020.

## Géographie
Nelešovice se trouve à 7,5 km au nord-ouest du centre de Přerov, à 13,5 km au sud-est d'Olomouc et à 222 km à l'est-sud-est de Prague.
La commune est limitée par Suchonice et Tršice au nord, par Přerov à l'est, par Lhotka au sud, et par Kokory au sud et à l'ouest.

## Histoire
La première mention écrite de la localité date de 1234.

## Transports
Par la route, Nelešovice se trouve à 10,5 km de Přerov, à 17 km d'Olomouc et à 278 km de Prague.